# Klaus Willke
Klaus Willke (* um 1931; † 1982 oder 1983) war ein deutscher Tischtennisspieler aus Harsum mit seinem Leistungszenit in den 1950er Jahren. Bei der Deutschen Meisterschaft 1953 wurde er Zweiter im Doppel.

## Werdegang
Klaus Willke begann seine Laufbahn beim Verein TTC Blau-Weiß Harsum. 1948 wurde er in Lauterbach Deutscher Jugendmeister im Einzel und im Mixed mit Franziska Henze. 
Mit Harsum spielte er zeitweise in der Oberliga, der damals höchsten deutschen Spielklasse im Tischtennis. Mehrmals nahm er an deutschen Meisterschaften teil. Hier erzielte er seinen größten Erfolg 1953, als er im Doppel mit Konrad Dettmer das Endspiel erreichte, welches gegen Karl-Heinz Harmansa/Bernhard Vossebein verloren ging. Bereits 1949 kam diese Doppelpaarung auf Platz vier.
Während der Saison 1982/83 verstarb Klaus Willke plötzlich, ein halbes Jahr später auch sein Bruder Clemens.